# Зруб (Івано-Франківський район)
Зруб —  хутір у Івано-Франківському районі Івано-Франківської області. Входить до складу Букачівської селищної громади.
Згадується 1 травня 1447 року в книгах галицького суду .

## Персоналії

### Померли
- Федун-Полтава Петро (* 24 лютого 1919, с. Шнирів, Бродівський район, Львівської області — † 23 грудня 1951, загинув у с. Вишнів, на хуторі Зруб, у бою із військами НКВД) —  Полковник УПА, ідеолог національно визвольної боротьби 1940—1950 рр.,  заступник Голови Генерального Секретаріату та керівник бюро інформації УГВР, начальник політвиховного відділу Головного військового штабу УПА, редактор та автор багатьох підпільних публікацій. Лицар Срібного Хреста Заслуги(1947).  У 2005 році у місці його загибелі та ще двох повстанців УПА було встановлено пам'ятний знак.